# Mrs. Miracle - Una tata magica
Una tata magica è un film TV statunitense del 2009 diretto da Michael Scott e interpretato da Doris Roberts e James Van Der Beek.

## Trama
Il Natale sta per arrivare e al giovane papà e vedovo Seth Webster serve aiuto per riuscire a impartire disciplina ai suoi due irruenti gemelli di sei anni, Jason e Judd, che dopo la morte della madre sembrano voler creare soltanto scompiglio, terrorizzando chiunque capiti in casa. Proprio quando Seth sembra aver perso ogni speranza, ecco che arriva in soccorso della famiglia Webster Mrs. Emily Merkle, una tata piena di risorse che grazie all'unione di pazienza e fermezza diventerà per i gemelli una sorta di “nonna”, cambiando in meglio anche la vita di Seth, che potrà così ricominciare a pensare all'amore.